# Luminozitate solară

Evoluția luminozităţii solare, a razei și temperaturii efective a Soarelui, în comparație cu ziua de azi. După Ribas (2010)

În astrofizică, luminozitatea solară este unitatea de luminozitate folosită în mod convențional pentru exprimarea luminozității stelelor. Ea este egală cu luminozitatea Soarelui.
Simbolul acestei unități și valoarea sa sunt: L☉ = 3,846×1026 W, unde {\displaystyle \odot } este simbolul astronomic al Soarelui.
În sistemul CGS, valoarea numerică a luminozității solare este multiplicată cu 107, deoarece wattul (sau joule pe secundă) este înlocuit de ergul pe secundă. 

Luminozitatea solară devine, în valoare aproximativă:
{\displaystyle L_{\odot }\simeq 4\times 10^{33}\;{\rm {erg}}\cdot {\rm {s}}^{-1}}.
Unitatea de masă solară este de circa 2×1033 g. Astfel, valoarea numerică a luminozității solare este, în aceste unități, aproape dublul celei a masei solare. Altfel spus, raportul masă/luminozitate exprimat în unități CGS valorează L / M ~ 2.